# Teustepe
Teustepe é um município da Nicarágua, situado no departamento de Boaco. Tem 646 km² de área e sua população em 2020 foi estimada em 33.207 habitantes.